# Port lotniczy Takamatsu
Port lotniczy Takamatsu (jap. 高松空港 Takamatsu kūkō; IATA: TAK, ICAO: RJOT) – port lotniczy położony 15 km na południowy zachód od Takamatsu, w prefekturze Kagawa, w Japonii.